# بوتسمان
المصطلح الألماني Bootsmann يترجم إلى Boatswain، أي طاقم كبير من قسم السفينة.
- OR-9: أوبرشتابسبوتسمان / Oberstabsfeldwebel
- OR-8: Stabsbootsmann / شتابسفيلدفيبل
- OR-7: Hauptbootsmann / Hauptfeldwebel
- OR-6A: أوبربوتسمان / أوبرفيلدفيبل
- OR-6b: Bootsmann / فيلدفيبل

انظر أيضا